# Parasmittina floridana
Parasmittina floridana är en mossdjursart som beskrevs av Winston 2005. Parasmittina floridana ingår i släktet Parasmittina och familjen Smittinidae.
Artens utbredningsområde är Mexikanska golfen. Inga underarter finns listade i Catalogue of Life.